# Плам, Келси
Келси Плам (англ. Kelsey Plum; родилась 24 августа 1994 года в Поуэе, округ Сан-Диего, штат Калифорния, США) — американская профессиональная баскетболистка, выступает в женской национальной баскетбольной ассоциации в команде «Лос-Анджелес Спаркс». Была выбрана на драфте ВНБА 2017 года в первом раунде под первым номером клубом «Сан-Антонио Старз». Играет на позиции разыгрывающего защитника. В 2021 году выиграла приз лучшему шестому игроку женской НБА, а в 2022 году стала MVP матча всех звёзд женской НБА в дебютной для себя звёздной встрече, а также чемпионкой женской НБА.
В составе национальной сборной США она выиграла чемпионаты мира 2018 года в Испании и 2022 года в Австралии, также стала серебряным призёром Панамериканских играх 2015 года в Торонто. В 2020 году в составе национальной команды США стала первой в истории олимпийской чемпионкой по баскетболу 3×3.

## Ранние годы
Келси Плам родилась 24 августа 1994 года в городе Поуэй (штат Калифорния) в семье Джима и Кэти Плам, у неё есть брат, Даниель, и две сестры, Кейтлин и Лорен, а училась в средней школе Ла-Холья Кантри Дэй, которая находится в северо-западном районе Сан-Диего Ла-Холье (штат Калифорния), где выступала за местную баскетбольную команду, там же в своё время играла Кэндис Уиггинс. В предвыпускном классе её команда выиграла национальный чемпионат штата. По итогам сезона 2012/2013 годов Келси была признана игроком года CIF и Coastal League, а также игроком и атлетом года Сан-Диего. В 2013 году она принимала участие в игре WBCA All-American, в которой выступают лучшие выпускницы школ США и Канады, набрав в ней 14 очков. За время своей карьеры в средней школе Келси в общей сложности набрала 2215 очков, совершила 683 подбора, сделала 382 передачи и 370 перехватов, а баланс команды в итоге составил 103 победы при 22 поражениях. К тому же была удостоена награды «госпожа баскетбол CalHiSports», присуждаемой лучшей баскетболистке Калифорнии среди школьных команд. В своё время лауреатами данного приза становились Дайана Таурази, Кэндис Уиггинс, Кортни Пэрис и Калина Москведа-Льюис.

## Студенческая карьера
Незадолго до окончания школы Плам выбирала место продолжения спортивной карьеры среди Мэриленда и Виргинии на восточном побережье и Калифорнии, Гонзаги, Орегона и Вашингтона на западном, однако всё же решила принять предложение из Вашингтона. Уже в самом начале сезона 2016/2017 годов, 11 декабря 2016 года, она стала лучшим бомбардиром в истории конференции Pacific-12, перекрыв достижение Чини Огвумике (2737 очков), а спустя месяц стала её первым игроком, преодолевшим планку в 3000 очков и двенадцатым в истории женской NCAA. 25 февраля 2017 года в последней игре регулярного чемпионата против команды «Юта Ютес» (84:77) Келси набрала рекордные для конференции Pac-12 57 очков, кроме этого в самом конце встречи перекрыла предыдущий рекорд женской NCAA, принадлежащей Джеки Стайлз (3393 очка). Келси завершила свою выдающуюся карьеру с суммой в 3527 очков, 596 подборов, 523 передачи и 198 перехватов, окончив университет Вашингтона в июне 2017 года со степенью бакалавра по антропологии. Помимо того по итогам сезона Плам была признана национальным игроком года, выиграв почти все главные награды ассоциации.

## Профессиональная карьера
В 2017 году Келси Плам выставила свою кандидатуру на драфт ВНБА, на котором была выбрана под первым номером клубом «Сан-Антонио Старз». Это первый случай в истории американского баскетбола, когда в одном и том же году на ярмарке талантов кадрового резерва студенческих команд под общим первым номером как в НБА (Маркелл Фульц), так и в ВНБА были выбраны игроки, представляющие одно и то же учебное заведение, Вашингтонский университет. В составе новой команды Плам дебютировала 25 мая 2017 года в проигранной со счётом 82:94 встрече против клуба «Даллас Уингз», выйдя на площадку со скамейки запасных и забив за двенадцать минут всего четыре очка. Лучшим матчем в своём первом сезоне в ВНБА стала драматичная игра против «Сиэтл Шторм», завершившаяся в овертайме победой «Старз», причём третьей подряд, со счётом 87:80, в которой забила 23 очка. Всего же в своём дебютном сезоне она набирала в среднем за встречу по 8,5 очка, 1,9 подбора и 3,4 передачи, став пятым по результативности игроком своей команды, за что по его итогам была включена в сборную новичков лиги.